# Nicolas Rolin

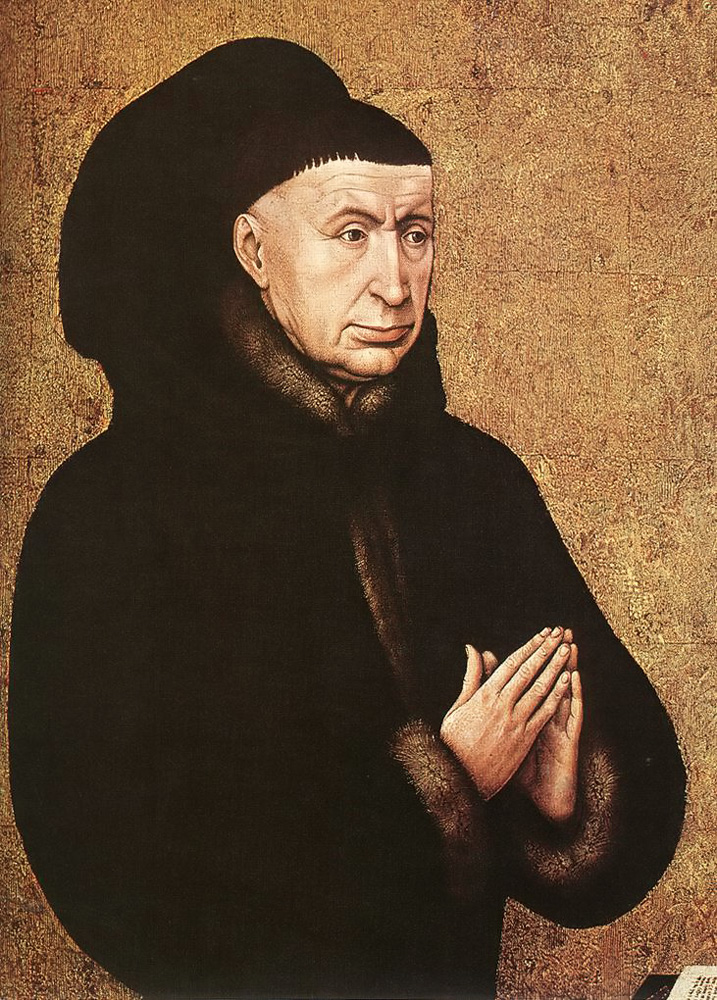
Nicolas Rolin,
gemalt von Rogier van der Weyden, (1450), als Stifterbild auf der Rückseite des Weltgerichtsaltars

Nicolas Rolin (* 1376 in Autun; † 1462 ebenda) war Kanzler Philipps des Guten, des Herzogs von Burgund, und einer der reichsten und mächtigsten Männer seiner Zeit. In dritter Ehe war er verheiratet mit Guigone de Salins, mit der er die Hospices de Beaune gründete.
Von seinen Zeitgenossen wird er zuweilen als harter und auf den eigenen Vorteil bedachter Mann beschrieben. Er hatte bereits seit 1408 Herzog Johann Ohnefurcht gedient, danach dessen Sohn Philipp dem Guten, der ihn für seine treuen Dienste 1424 zum Ritter schlug.
Der burgundische Hof seiner Zeit war ein Zentrum der Kunst und der Kultur. Ermöglicht wurde diese Blüte durch die großen Reichtümer, die den Herzögen aus ihren ererbten Ländereien in Flandern zuflossen. Der Reichtum weckte zugleich politische Ambitionen. So war es das Ziel Philipps des Guten – der in direkter Linie dem französischen Königshaus entstammte – zwischen dem Königreich Frankreich und dem Heiligen Römischen Reich ein neues Königreich Burgund zu schaffen. Rolin war in diese Bestrebungen verwickelt. Sie führten dazu, dass sich Burgund im Hundertjährigen Krieg auf die Seite Englands gegen Frankreich schlug. Rolin war maßgeblich an der Beendigung dieses Krieges im Vertrag von Arras (1435) beteiligt.
Bis auf den heutigen Tag ist Rolin berühmt durch einige Kunstwerke, auf denen er abgebildet ist. So hat er sich von zwei der berühmtesten Maler seiner Zeit, Jan van Eyck und Rogier van der Weyden, als Stifter auf Altarbildern porträtieren lassen. Van der Weyden stellte ihn auf dem Weltgerichtsaltar dar, der sich im von Rolin 1443 gegründeten und finanzierten „Hôtel-Dieu“ in Beaune befindet, einem der wenigen erhaltenen mittelalterlichen Hospitäler. An diesem Spital gründete er 1452 mit den „Sœurs Hospitalières de Beaune“ einen neuen Orden, der die Krankenpflege in seinem Hospital übernahm. Die Kranken waren verpflichtet, für ihn zu beten.
Nicolas Rolin starb 1462. Er hinterließ seinen Sohn Jean Rolin. Sein Geburts- und Wohnhaus, das Hôtel Rolin, beherbergt heute das Stadtmuseum von Autun, das Musée Rolin.